# Чернайн, Одетта
Одетта Чернайн (фр. Odette Tchernine, 1890-е, Париж — 1992) — британская журналистка, писательница и криптозоолог.

## Биография
Чернайн родилась в Париже в семье российского финансиста Дмитрия Чернина и матери-француженки Ивонны из Тулузы. Она выросла в Кенсингтоне, Англия. У неё был младший брат Серж Чернин. Её второй роман, опубликованный в 1922 году, был посвящён австралийскому бушу.

## Криптозоология
Чернайн наиболее известна тем, что написала несколько книг о снежном человеке или йети, например, «В погоне за ужасным снежным человеком» (Taplinger Publishing, 1971). До «В погоне» она опубликовала «Снежный человек и компания». Первоначально светская львица и писательница, в период с 1950-х по 1970-е годы она заработала репутацию «одной из самых грозных британских охотников на монстров».
Её книги о йети подверглись критике со стороны учёных. Ричард Кэррингтон писал, что отношение к йети в «Снежном человеке и компании» Чернайн некритично, и не было представлено надёжных доказательств его существования. Он пришёл к выводу, что книга хорошо написана, но только доверчивый или романтический читатель найдет её занимательной. Кристоф фон Фюрер-Хаймендорф заявил, что данные Чернайн о йети, которые она взяла из российских источников, слишком противоречивы и расплывчаты, чтобы их можно было рассматривать как достоверные доказательства.
Книга Чернайн «В погоне за ужасным снежным человеком» получила негативную оценку со стороны Джейн М. Оппенгеймер, которая отметила, что доказательства, собранные о йети, в основном были взяты из сомнительных российских источников, которые носят анекдотический или неясный характер, и что специалист потребует гораздо более веских доказательств.

## Избранные публикации
- Thou Shalt Not Fail (1916)
- Explorers' and Travellers' Tales (1958)
- The Snowman and Company (с предисловием Эрика Шиптона[англ.], 1961)
- Explorers Remember (1967)
- The Yeti (1970)
- In Pursuit of the Abominable Snowman (1971)
- The Singing Dust (1976, соавт. с Джеральдом Муром[англ.])